# Soirée de combat UFC : Cejudo contre Song
UFC Fight Night: Cejudo c. Song (également connu sous le nom d'UFC Fight Night 252 et UFC sur ESPN+ 110 ) est un événement d'arts martiaux mixtes produit par l'Ultimate Fighting Championship qui a eu lieu le 22 février 2025, à la Climate Pledge Arena de Seattle, Washington, États-Unis.

## Arrière-plan
L'événement était la quatrième visite de la promotion à Seattle et la première depuis l'UFC sur Fox : Johnson vs. Moraga en juillet 2013.
Un combat de poids coq entre Henry Cejudo, ancien champion poids mouche et poids coq de l'UFC (également médaillé d'or olympique en lutte libre en 2008 ), et Song Yadong a été la tête d'affiche de l'événement.
Un combat de poids coq féminin entre Ketlen Vieira et la gagnante de la catégorie poids plume féminine de The Ultimate Fighter: Heavy Hitters, Macy Chiasson, devait avoir lieu lors de l'événement. Cependant, en raison d'une blessure subie par Chiasson, le combat a été retiré de la carte. Le duo était auparavant prévu pour l'UFC Fight Night : Ankalaev vs. Walker 2 en janvier 2024, mais Vieira a été retirée en raison d'une blessure et le combat a été annulé.
Un combat de poids moyens entre Mansur Abdul-Malik et Antonio Trócoli était prévu pour cet événement. Cependant, Trócoli s'est retiré pour des raisons inconnues et a été remplacé par Nick Klein.
Un combat de poids welters entre le nouveau venu promotionnel Islam Dulatov et Adam Fugitt était prévu pour cet événement. Cependant, Dulatov s'est retiré du combat en raison d'une blessure non divulguée et a été remplacé par Billy Goff. À son tour, le combat a été abandonné pendant la semaine de combat alors que Fugitt s'est retiré en raison d'une blessure.
Le poids moyen Chidi Njokuani aurait été lié à cet événement, mais il a finalement été programmé pour concourir à l'UFC Fight Night : Vettori vs. Dolidze 2 à la place,.
Un combat de poids coq entre l'ancien double champion poids coq de l'UFC (également ancien champion poids coq de la WEC ) Dominick Cruz et Rob Font était prévu pour cet événement. Cependant, Cruz s'est retiré du combat en raison d'une blessure. Il a ensuite annoncé qu'il prenait sa retraite. Jean Matsumoto, qui devait concourir pedant l'UFC 313 l'a remplacé pour un combat de catchweight de 140 lbs.
Un combat de poids lourds entre l'ancien challenger intérimaire du championnat des poids lourds de l'UFC Curtis Blaydes et le nouveau venu promotionnel Rizvan Kuniev était prévu pour cet événement. Cependant, le combat a été déplacé à l'UFC 313 le 8 mars pour des raisons inconnues.
Un combat poids plume entre Edson Barboza et Steve Garcia était prévu pour cet événement. Cependant, Barboza s'est retiré du combat en raison d'une blessure et le combat a été annulé.
Le vainqueur du tournoi The Ultimate Fighter: Live, Michael Chiesa, était lié à cette carte avec un adversaire anonyme. Cependant, aucun adversaire n'a jamais été annoncé, il a donc été retiré de la carte.

## Carte des combats
| Carte principale (ESPN+)   | Carte principale (ESPN+) | Carte principale (ESPN+) | Carte principale (ESPN+) | Carte principale (ESPN+)                           | Carte principale (ESPN+) | Carte principale (ESPN+) | Carte principale (ESPN+) |
| Catégorie                  |                          |                          |                          | Méthod                                             | Round                    | Chrono.                  | Notes                    |
| -------------------------- | ------------------------ | ------------------------ | ------------------------ | -------------------------------------------------- | ------------------------ | ------------------------ | ------------------------ |
| Poids Coq                  | Song Yadong              | déf.                     | Henry Cejudo             | Décision technique (unanime) (29–28, 29–28, 30–27) | 3                        | 5:00                     | a                        |
| Poids Moyens               | Anthony Hernandez        | déf.                     | Brendan Allen            | Décision (unanime) (29–28, 29–28, 29–28)           | 3                        | 5:00                     |                          |
| Catchweight (140 livres)   | Rob Font                 | déf.                     | Jean Matsumoto           | Décision (divisée) (29–28, 28–29, 29–28)           | 3                        | 5:00                     |                          |
| Poids Plumes               | Jean Silva               | déf.                     | Melsik Baghdasaryan      | TKO (coups et coudes)                              | 1                        | 4:15                     |                          |
| Poids Mi-lourds            | Alonzo Menifield         | déf.                     | Julius Walker            | Décision (divisée) (29–28, 30–27, 28–29)           | 3                        | 5:00                     |                          |
| Carte préliminaire (ESPN+) |                          |                          |                          |                                                    |                          |                          |                          |
| Poids Mi-lourds            | Ion Cuțelaba             | déf.                     | Ibo Aslan                | Soumission (étranglement bras-triangle)            | 1                        | 2:51                     |                          |
| Poids Plumes               | Melquizael Costa         | déf.                     | Andre Fili               | Soumission (étranglement guillotine)               | 1                        | 4:30                     |                          |
| Poids Moyens               | Mansur Abdul-Malik       | déf.                     | Nick Klein               | TKO (coups)                                        | 2                        | 3:24                     |                          |
| Poids Coq                  | Ricky Simón              | déf.                     | Javid Basharat           | KO (coups)                                         | 1                        | 3:58                     |                          |
| Catchweight (140 livres)   | Austin Vanderford        | déf.                     | Nikolay Veretennikov     | TKO (coups)                                        | 2                        | 4:13                     |                          |
| Poids Moyens               | Nursulton Ruziboev       | déf.                     | Eric McConico            | TKO (coups)                                        | 2                        | 0:33                     |                          |
| Poids Mi-lourds            | Modestas Bukauskas       | déf.                     | Raffael Cerqueira        | KO (coups)                                         | 1                        | 2:12                     |                          |

a. Une blessure a l'œil a rendu empeché Cejudo de continuer.

## Bonus awards
Les combattants ci-dessous ont reçu chacun des boni de 50 000$.
- Combat de la soirée: Alonzo Menifield vs. Julius Walker
- Performance de la soirée: Jean Silva and Ricky Simón